# Sympotthastia macrocera
Sympotthastia macrocera är en tvåvingeart som beskrevs av Serra-tosio 1968. Sympotthastia macrocera ingår i släktet Sympotthastia och familjen fjädermyggor. Inga underarter finns listade i Catalogue of Life.